# Saint-Christophe (Sabaudia)
Saint-Christophe – miejscowość i gmina we Francji, w regionie Owernia-Rodan-Alpy, w departamencie Sabaudia.
Według danych na rok 1990 gminę zamieszkiwało 385 osób, a gęstość zaludnienia wynosiła 35 osób/km² (wśród 2880 gmin regionu Rodan-Alpy Saint-Christophe plasuje się na 1248. miejscu pod względem liczby ludności, natomiast pod względem powierzchni na miejscu 1049.).